# Пер Сетерсдаль
Пер Сетерсдаль (норв. Per Sætersdal, 18 травня 1964) — норвезький академічний веслувальник.
Срібний призер Олімпійських Ігор 1992 року в складі парної четвірки, учасник 1988 року.
Бронзовий призер Чемпіонату світу 1990 року в одиночці легкої ваги.